# Parallelia diffusa
Parallelia diffusa är en fjärilsart som beskrevs av Louis Beethoven Prout 1921. Parallelia diffusa ingår i släktet Parallelia och familjen nattflyn. Inga underarter finns listade i Catalogue of Life.